# Nathan Fien

a Compétitions nationales et continentales officielles uniquement.

b Matchs officiels uniquement.
Nathan Fien, né le 1er août 1979 à Mount Isa, est un ancien joueur de rugby à XIII australien international néo-zélandais évoluant au poste de demi de mêlée dans les années 2000. Il a commencé sa carrière professionnelle aux North Queensland Cowboys en 2000 puis la poursuit aux New Zealand Warriors et aux St. George Illawarra Dragons. Titulaire en club, il est sélectionné en équipe de Nouvelle-Zélande pour la coupe du monde 2008 qu'il remporte et lors du Four Nations 2010, au cours duquel il inscrit l'essai de la victoire à la 79e minute. Enfin, il a également pris part au State of Origin en 2001 avec les Queensland Maroons.

## Palmarès
- Vainqueur de la Coupe du monde : 2008.
- Vainqueur du Four Nations : 2010.